# AirDrop
AirDrop é um serviço de compartilhamento de arquivos via Wi-Fi desenvolvido pela Apple Inc. disponível em seus sistemas operacionais iOS e macOS. Foi introduzido no Mac OS X 10.7 Lion e no iOS 7, e permite a transferência de arquivos entre computadores Macintosh e dispositivos iOS suportados.
Antes do OS X Yosemite (OS X 10.10), no OS X Lion, Mountain Lion e Mavericks (OS X 10.7–10.9, respectivamente), o protocolo AirDrop do macOS era diferente do protocolo AirDrop do iOS, e eles não eram então compatíveis um com o outro. Porém, o OS X Yosemite e superiores passaram a suportar o protocolo AirDrop do iOS (que usa ambos Wi-Fi e Bluetooth), que é usado para transferências entre um Mac e um dispositivo iOS bem como entre dois computadores Mac de 2012 ou mais recentes. Um modo de compatibilidade para o antigo protocolo AirDrop (que só usa Wi-Fi) entre dois antigos computadores Mac de 2012 ou mais antigos também está disponível.

## Disponibilidade

### Dispositivos iOS (transferência entre dois dispositivos iOS)
Rodando :
- iPhone:
- iPad: iPad (4ª geração)
- iPod Touch: iPod Touch (5ª geração) ou superior

### Dispositivos macOS (transferência entre dois computadores Mac)
Rodando Mac OS X Lion (10.7) ou superior:
- MacBook Pro (final de 2008) ou superior, exceto o MacBook Pro (17 polegadas, final de 2008)
- MacBook Air (final de 2010) ou superior
- MacBook (final de 2008) ou superior, exceto o MacBook branco (final de 2008)
- iMac (começo de 2009) ou superior
- Mac mini (metade de 2010) ou superior
- Mac Pro (começo de 2009 com cartão AirPort Extreme, ou metade de 2010 ou superior)

### Dispositivos macOS e iOS (transferência entre um Mac e um dispositivo iOS)
Para transferir arquivos entre um Mac e um iPhone, iPad ou iPod touch, os seguintes requisitos mínimos devem ser atendidos:
Rodando OS X Yosemite (10.10) ou superior:
- MacBook Air (metade de 2012) ou superior
- MacBook Pro (metade de 2012) ou superior
- iMac (final de 2012) ou superior
- Mac mini (final de 2012) ou superior
- Mac Pro (final de 2013) ou superior

Rodando iOS 8 ou superior:
- iPhone: iPhone 5 ou superior[7]
- iPad: iPad (4ª geração) ou superior
- iPad mini: iPad mini (1ª geração) ou superior
- iPod Touch: iPod Touch (5ª geração) ou superior

O Bluetooth e Wi-Fi devem ser ligados em ambos dispositivos Mac e iOS. (Ambos dispositivos não precisam estar conectados na mesma rede Wi-Fi.)